# 小行星6508
小行星6508（英語：6508 Rolcik）是一颗围绕太阳公转的小行星。1982年8月22日，安東寧·姆爾科斯在克列特发现了此天体。
这颗小行星的绝对星等为211.3263660209441等。